# Alycia Parks
Alycia Parks (n. 31 decembrie 2000, Atlanta, Georgia, SUA) este o jucătoare de tenis americană. Cea mai bună clasare a sa la simplu este locul 40 mondial, în august 2023, iar la dublu locul 27 mondial, în septembrie 2023. A câștigat un titlu WTA la simplu și două la dublu.